# Баянова, Алла Николаевна
А́лла Никола́евна Бая́нова (настоящая фамилия Леви́цкая; 5 (18) мая 1914, Кишинёв — 30 августа 2011, Москва) — румынская, советская и российская эстрадная певица, исполнительница русских песен и романсов, автор музыки ко многим романсам из своего обширного репертуара. Заслуженная артистка России (1993). Народная артистка России (1999).

## Биография
Алла Баянова родилась 5 (18) мая 1914 года в Кишинёве (тогда центр Бессарабской губернии) в артистической семье. По словам подруги певицы Татьяны Скородумовой, Баянова на самом деле была на три года старше, чем указано в официальных документах.

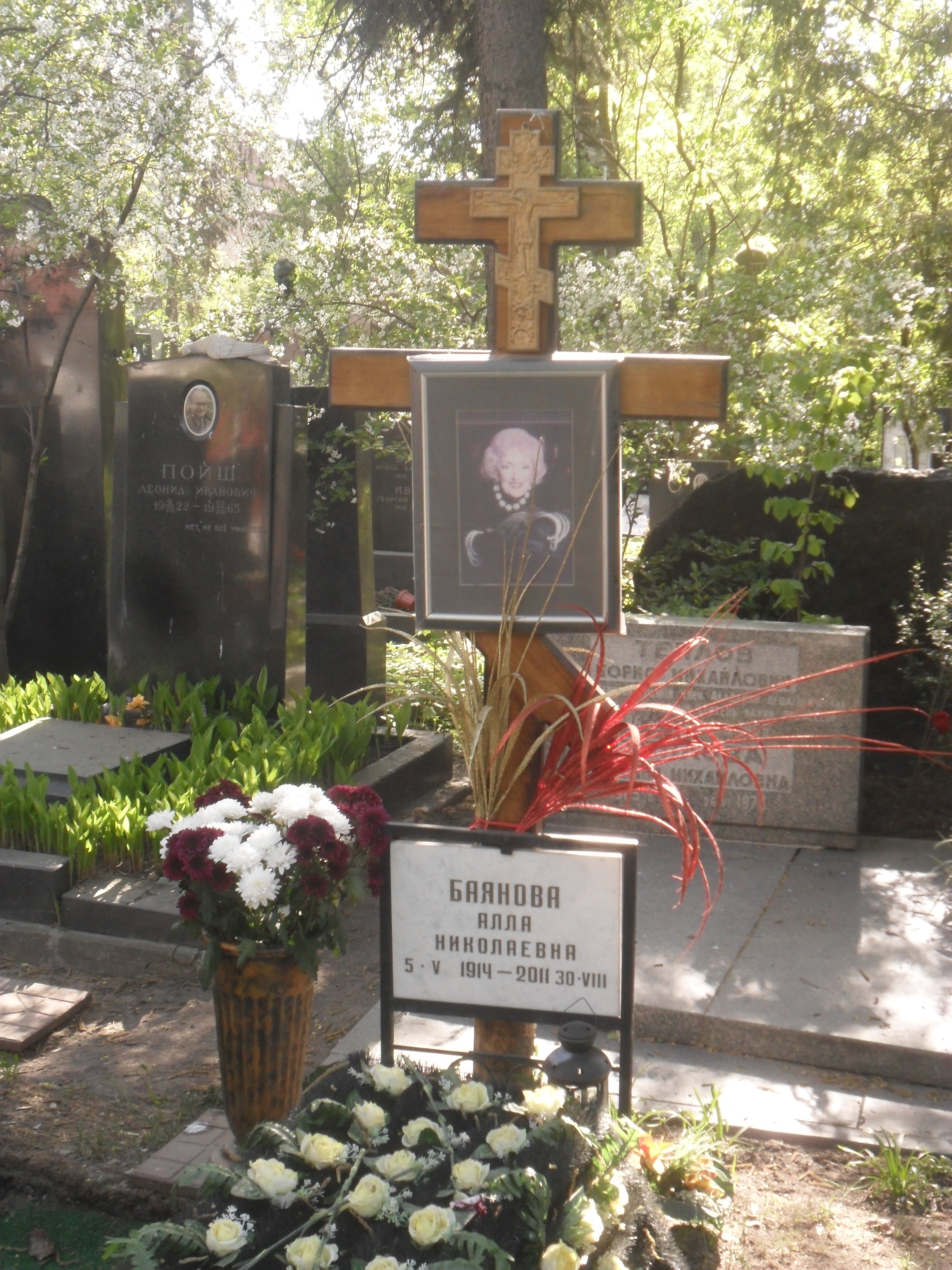
Могила Баяновой на Новодевичьем кладбище Москвы.

Отец — Николай Левицкий, оперный певец (сценический псевдоним Николай Баянов). Учился пению у Антонио Котони. Мать — Евгения Александровна Скородинская (1882—1947), артистка кордебалета. Евгения Скородинская происходила из просвещённой помещичьей семьи, её отец — генерал Александр Скородинский. Предки по линии матери — из старинного гетманского рода Скоропадских, один из предков по линии отца — художник XVIII в. Дмитрий Левицкий.
В конце 1918 года, когда отец вернулся с фронта, Бессарабия вошла в состав Румынии. Семья переезжала из страны в страну, пока в 1921 году не обосновалась во Франции, в Париже. Баянова была отдана учиться в частную школу при католическом монастыре, по четвергам она также посещала гимназию для детей русских эмигрантов. Дебютировала на сцене в качестве помощника отца в ресторане «Казбек» в возрасте девяти лет, а с 13 лет (1927) выступала самостоятельно. В 1934 году семья переехала в Румынию и поселилась в Бухаресте. Баянова исполняла преимущественно русские и цыганские романсы, выступала совместно с Петром Лещенко, Константином Сокольским и Александром Вертинским, регулярно записывала пластинки. В 1936 году снялась в роли певицы русско-цыганского ансамбля в польском комедийном кинофильме (звуковом) Михаила Вашинского «Додек едет на фронт», исполнив песню и танец с бубном.
В 1941—1942 годах подвергалась преследованиям Сигуранцы за исполнение песен на русском языке и была помещена в концлагерь.

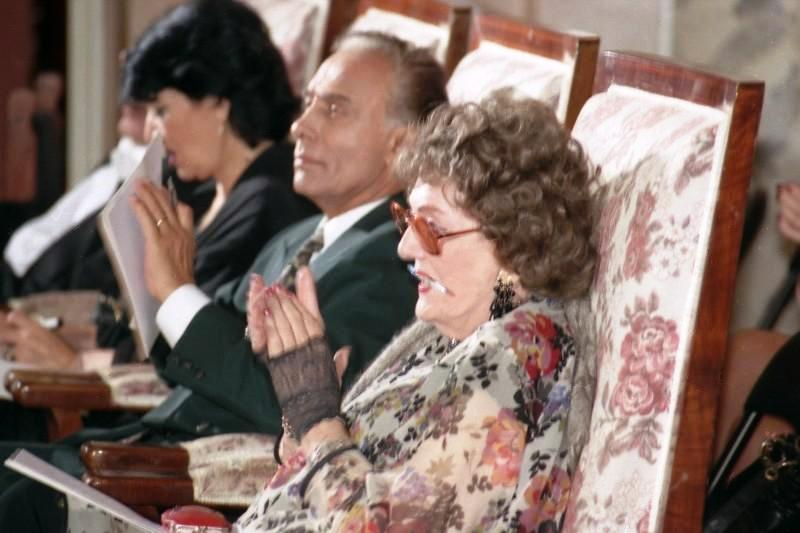
Алла Баянова в жюри конкурса «Романсиада»

Объездив с гастролями весь мир, в СССР с концертами впервые приехала только в 1976 году в составе румынского эстрадного ансамбля, давшего несколько концертов в Украинской ССР.

## Переезд в СССР и последние годы жизни
В 1989 году, получив советское гражданство, поселилась в Москве в небольшой квартире на Старом Арбате. Несмотря на почтенный возраст, начала активно концертировать по России и участвовать в музыкальной жизни. Аккомпаниаторы, с которыми работала — Давид Ашкенази, Виктор Фридман, Михаил Аптекман. Входила в состав жюри Московского международного конкурса молодых исполнителей русского романса «Романсиада». Получила почётный диплом лауреата Песни-89 с песней «О Волге грежу я».
18 мая 2009 года в Московском театре оперетты состоялся юбилейный вечер Аллы Баяновой, посвящённый 95-летию со дня рождения. Это был последний выход певицы на сцену.
30 августа 2011 года скончалась на 98-м году жизни в Первом Московском хосписе. Причиной смерти стал лейкоз. Похоронена на Новодевичьем кладбище 2 сентября (уч. № 3).
В 2013 году наследницей певицы Натальей Должиковой был создан Фонд культурного наследия Аллы Баяновой.

### Личная жизнь
Алла Баянова была трижды замужем.
- Первый муж — Георгий Ипсиланти (1906—1994) — музыкальный руководитель оркестра (ансамбля) П. К. Лещенко, умер в Лос-Анджелесе, штат Калифорния[19];
- второй муж — Штефан Шендря (1910—1953) — румынский боярин, помещик, выпускник Кембриджа, меценат, был репрессирован в 1945 г. и провёл 5 лет в лагерях[10],
- третий муж — Коган[20], фиктивный брак был оформлен с целью переезда из Румынии в СССР[21].

Детей у Баяновой не было, с ней жили её любимые животные: собаки и кошки, которых она когда-то приютила.

## Награды
Алле Баяновой присвоены почётные звания:
- Заслуженный артист Российской Федерации (1993) — за заслуги в области музыкального искусства[23].
- Народный артист Российской Федерации (1999) — за большие заслуги в области искусства[24].

## Фильмография
- 1936 — Додек на фронте / Dodek na froncie — солистка цыганского ансамбля (эпизод)
- 1990 — Захочу — полюблю — певица в ресторане
- 2006 — Капитанские дети (т/с, 10-я серия) — камео

## Память
- По распоряжению Правительства Москвы в 2003 году на «Площади Звёзд» в честь А. Баяновой установлен памятный знак[25].
- 10 декабря 2011 года в честь А. Н. Баяновой назван астероид 23411 Bayanova, открытый в 1978 году советским астрономом Л. В. Журавлёвой[26].